# Witte reseda
De witte reseda (Reseda alba) is een plant uit de resedafamilie (Resedaceae). Het is een eenjarige, tweejarige of meerjarige plant. De plant is 30–90 cm hoog, rechtopstaand en vertakt. De bladeren zijn samengesteld geveerd en bestaan uit vijf tot vijftien paar lancetvormige tot breed-lintvormige deelblaadjes.
De plant bloeit tussen april en september. De bloemen staan in eindstandige, aarvormige trossen. Ze bestaan uit vijf of zes kelkbladeren en vijf of zes crèmewitte, tot 0,6 cm lange kroonbladeren. In het midden van de bloem bevinden zich elf tot veertien meeldraden en vier stempels. De vruchten zijn vierkantige, 0,6-1,5 cm lange, vierhokkige doosvruchten. De zaden zijn lichtbruin en circa 1 mm lang.
Reseda alba komt van nature voor in het Middellandse Zeegebied, Noord-Afrika en Voor-Azië op droge, zanderige grond. Onder meer in het zuiden van Groot-Brittannië, de Kanaaleilanden, Australië en Noord-Amerika is de soort verwilderd. Daarnaast wordt de soort gekweekt als sierplant.

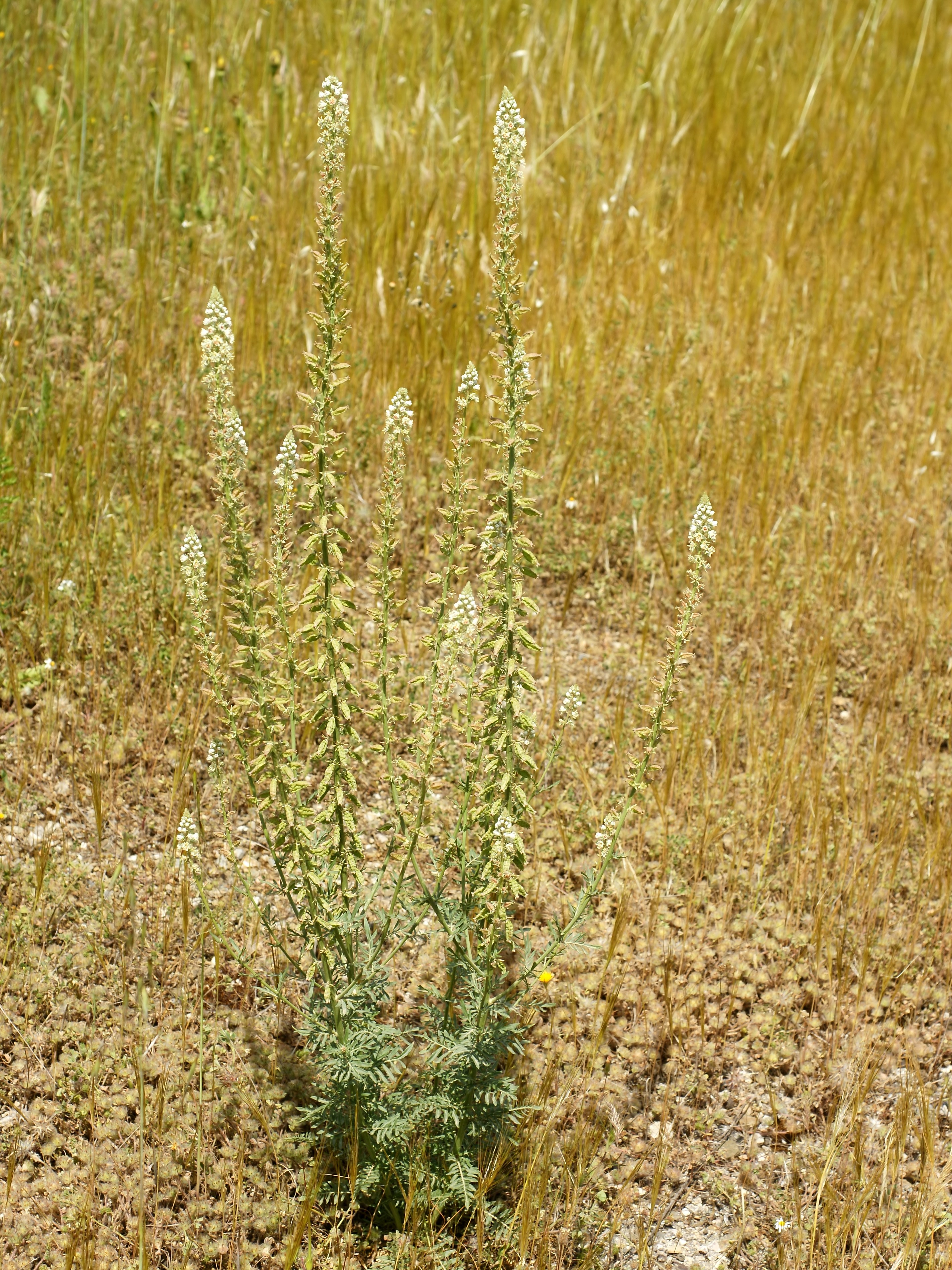
Plant op Sardinië